# كأس بلغاريا 1951
كأس بلغاريا 1951 (بالبلغارية: Купа на Съветската армия 1951)‏ هو موسم من كأس بلغاريا. أشرف على تنظيمه اتحاد بلغاريا لكرة القدم، وفاز فيه سسكا صوفيا.